# Johan Wilhelm Zetterstedt
Johan Wilhelm Zetterstedt (1785 - 1874) va ser un naturalista suec, que va treballar principalment en els ordres Diptera i Hymenoptera.
Zetterstedt va estudiar a la Universitat de Lund, on va ser pupil d'Anders J. Retzius. Va rebre el títol de professor en 1822 i va succeir a Carl Adolph Agardh com a professor de botànica i economia pràctica l'any 1836, retirant-se com a emèrit l'any 1853.
L'any 1831, va ser membre electe de la Reial Acadèmia Sueca de Ciències.
És reconegut com a entomòleg. Les seves col·leccions de Diptera escandinaus, lapons i de la resta del món de Diptera i de Orthoptera es troben en el Museu Zoològic de la Universitat de Lund. Entre els seus estudiants s'incloïa a Anders Gustaf Dahlbom.

## Algunes publicacions
- 1810-1812. Dissertatio de Fæcundatione Plantarum
- 1821. Orthoptera Sueciae disposita et descripta. Lundae (Lund), 132 pàg.
- 1835. Monographia Scatophagarum Scandinaviæ
- 1837. Conspectus familiarum, generum et specierum Dipterorum, in Fauna insectorum Lapponica descriptorum. Isis (Oken's)
- 1838-1840 Insecta Lapponica. L. Voss, Lipsiae (Leipzig), 1139 pàg.
- 1842-1854. Diptera Scandinaviae disposita et descripta. Lundbergiana, Lundae (Lund), 6 vols.
- 1855. Diptera Scandinaviae disposita et descripta. Tomus duodecimus seu supplementum tertium, continens addenda, corrigenda & emendanda tomis undecim prioribus. Officina Lundbergiana, Lundae (Lund)